# Jordbävningen i Canterbury 2010
Jordbävningen i Canterbury 2010 (även känd som Jordbävningen i Christchurch eller Jordbävningen i Darfield) uppmättes till magnituden 7,1 Mw, och drabbade den nyzeeländska Sydön klockan 04:35 den 4 september 2010 lokal tid (16:35 3 september UTC).
Skalvets kostnader beräknades till mellan 2,75 och 3,5 miljarder NZD.

### Fotnoter
1. 1 2 3  ”New Zealand earthquake report - Sep 4, 2010 at 4:35 am (NZST)”. GeoNet. Earthquake Commission och GNS Science. 4 september 2010. Arkiverad från originalet den 5 september 2010. https://web.archive.org/web/20100905223314/http://www.geonet.org.nz/earthquake/quakes/3366146g.html. Läst 4 september 2010.
2. 1 2 3  ”Magnitude 7.0 - South Island of New Zealand: Details”. United States Geological Survey. 3 september 2010. Arkiverad från originalet den 5 september 2010. https://web.archive.org/web/20100905033623/http://earthquake.usgs.gov/earthquakes/recenteqsww/Quakes/us2010atbj.php. Läst 3 september 2010.
3. ↑  ”Arkiverade kopian”. Arkiverad från originalet den 19 september 2012. https://web.archive.org/web/20120919223124/http://canterburyquakelive.co.nz/. Läst 17 september 2012.
4. ↑  ”Massive 7.4 quake hits South Island”. Stuff.co.nz. 3 september 2010. Arkiverad från originalet den 6 september 2010. https://www.webcitation.org/5sXOAKMwP?url=http://www.stuff.co.nz/national/4094986/Massive-7-4-quake-hits-South-Island. Läst 3 september 2010.
5. ↑  Benett, Adam (2 mars 2011). ”'could deal with another big one'”. New Zealand Herald. http://www.nzherald.co.nz/business/news/article.cfm?c_id=3&objectid=10709579. Läst 2 mars 2011.